# Хантер, Дэйв
Дэвид Хантер (англ. David Hunter; род. 1 января 1958, Петролиа) — бывший канадский хоккеист, игравший на позиции левого нападающего; трёхкратный обладатель Кубка Стэнли в составе «Эдмонтон Ойлерз» (1984, 1985, 1987).

## Игровая карьера
На молодёжном уровне в течение трёх сезонов играл за команду «Садбери Вулвз», где в двух сезонах подряд зарабатывал за сезон более 80 очков. По окончании сезона 1977/78 на драфте НХЛ был выбран в 1-м раунде под общим 17-м номером клубом «Монреаль Канадиенс», но был обменян в «Эдмонтон Ойлерз» на право выбора «Канадиенс» на следующем драфте НХЛ.
За восемь с половиной сезонов в составе «Ойлерз» Хантер выиграл вместе с командой три Кубка Стэнли, став в той команде одним из нападающих оборонительного типа, но при этом регулярно участвуя в атакующих действиях. В ноябре 1987 года вместе с другими игроками был обменян в «Питтсбург Пингвинз», где доиграл до конца сезона.
По окончании сезона вернулся в «Ойлерз», но в октябре 1988 года был обменян в «Виннипег Джетс», где отыграв половину сезона вновь вернулся в «Ойлерз», где отыграв до конца сезона завершил карьеру игрока.
Играл за молодёжную сборную Канады на МЧМ-1977, на котором канадцы завоевали серебряные медали. На турнире Хантер заработал 8 очков, став 4-м игроком по набранным очкам в своей сборной.

## Семья
Два его младших брата Дейл и Марк играли в НХЛ, помимо этого они также работали главными тренерами в ряде команд.